# 휘닉스개발투자
휘닉스개발투자는 대한민국의 기업으로, 보광그룹 계열사이다. 휘닉스파크의 모든 부동산 사업 단계를 수행한 전문가들로 구성되어 있다.